# White Resistance Manual
Руководство белого сопротивления (англ. White Resistance Manual) — руководство сторонников превосходства белой расы, похожее на «Поваренную книгу анархиста». В публикации изложены мотивация и методы по созданию небольших и независимых ячеек сторонников превосходства белой расы. Также изобилует инструкциями по ведению незаконной деятельности, такой как производство оружия и терроризм, в дополнение к насильственной и партизанской войне против правительства. Книга была популярна на неонацистских веб-сайтах, пока не привлекла внимание средств массовой информации и правоохранительных органов, в результате чего многие сайты убрали оную.
Первые публикации появились ориентировочно в 2000-х годах. Владение этим руководством является незаконным в Соединённом Королевстве.